# Scotch Bonnet
Scotch Bonnet är en chilifrukt som påminner om och är av samma släkte som habanero. Den finns framförallt i Västindien och är uppkallad efter en typ av skotsk mössa - Tam o' shanter. 
Scotch Bonnet har en smak som skiljer sig markant från habaneron. Detta ger många karibiska rätter sin unika smak. Frukterna används särskilt i jamaicansk och caymansk matlagning, även om det ofta även dyker upp i andra västindiska recept. Förtärd rå är frukten känd för att orsaka yrsel, domningar i händer och kinder samt svår halsbränna.
Färsk, mogen Scotch Bonnet eller habanero skiftar från grön till orange till röd. Att äta hela färska frukter rekommenderas inte för de som inte är vana vid stark mat. Förutom ovannämnda symptom kan förtäring resultera i diarré.